# The Sidewinder
Albums de Lee Morgan
Take Twelve
(1962) Search for the New Land
(1964)
The Sidewinder est un album du trompettiste de jazz américain Lee Morgan, paru en 1964 sur le label Blue Note. Morgan forme un quintet constitué du saxophoniste Joe Henderson, du pianiste Barry Harris, du batteur Billy Higgins et du contrebassiste Bob Cranshaw. Les cinq morceaux sont composés par Morgan, le titre éponyme se distingue par son style davantage soul alors que les autres sont du hard bop plus conventionnels. L'album est son plus important succès commercial.

## Contexte
Lee Morgan réalise sa première séance d'enregistrement pour le label Blue Note, en novembre 1956. 
De 1956 à 1958, il est l'un des membres du grand orchestre de Dizzy Gillespie puis, lorsque le groupe se démantèle, il rejoint le batteur Art Blakey au sein du groupe les Jazz Messengers. Morgan collabore à cette période avec plusieurs musiciens notables tels que les saxophonistes Hank Mobley et Benny Golson, participant également à l'enregistrement de l'album Blue Train du saxophoniste John Coltrane en 1957. Il enregistre en 1960 quelques albums pour Vee Jay, un label de Chicago et un autre pour Blue Note mais sa forte dépendance à l'héroïne l'oblige à quitter les Jazz Messengers en 1961. Il s'éloigne ensuite plus ou moins de la scène jazz pendant deux ans avant d'y revenir en fin d'année 1963, à New York. En octobre et en novembre, Morgan participe à deux séances d'enregistrement pour Blue Note, pour l'album No Room for Squares de Hank Mobley et le premier album remarqué du tromboniste Grachan Moncur III intitulé Evolution. Le mois suivant le producteur Alfred Lion l'engage pour enregistrer The Sidewinder en tant que leader.

## Enregistrement

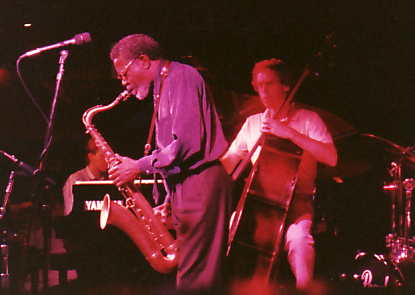
Joe Henderson

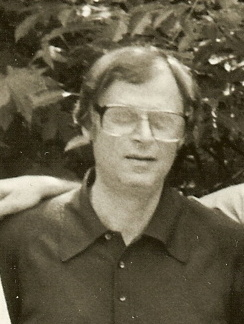
Rudy Van Gelder.

Les enregistrements ont lieu le 21 décembre 1963 au Rudy Van Gelder Studio à Englewood Cliffs dans l'état du New Jersey. Lee Morgan a 25 ans lors de cet enregistrement qui marque son retour après deux années d’absence musicale.
Il fait appel au saxophoniste Joe Henderson alors âgé de 26 ans et qui effectue à cette occasion l'une de ses premières séances pour Blue Note. Morgan n'avait jusque-là jamais enregistré avec Henderson, ni même joué à ses côtés mais connaissait bien l'album Page One, son premier enregistré pour Blue Note. Morgan connaît bien le jeu du pianiste Barry Harris pour avoir à de nombreuses reprises joué à ses côtés lors de concerts.
L'album d'origine est remastérisé en 1998 avec une résolution de 24-bits par l'ingénieur Rudy Van Gelder. Cette réédition est produite par Michael Cuscuna. Les titres de 1 à 5 paraissent sur les albums Blue Note : BLP 4157 et BST 84157.
| Musicien      | Instrument      | Titre |  | Équipe technique |                       |
| ------------- | --------------- | ----- |  | ---------------- | --------------------- |
| Lee Morgan    | trompette       | 1-5   |  | Alfred Lion      | producteur            |
| Joe Henderson | saxophone ténor | 1-5   |  | Leonard Feather  | liner notes d'origine |
| Barry Harris  | piano           | 1-5   |  | Reid Miles       | design couverture     |
| Bob Cranshaw  | contrebasse     | 1-5   |  | Rudy Van Gelder  | ingénieur             |
| Billy Higgins | batterie        | 1-5   |  | Francis Wolff    | photographie          |

## Titres
Les cinq morceaux proposés sur l'album sont intégralement composés par Lee Morgan. Ce n'était pas le cas quelques années plus tôt. En effet, lorsqu'il débute ses enregistrements en tant que leader à partir de 1956, Morgan laisse souvent le rôle de l'écriture à d'autres musiciens. Au sein des Jazz Messengers en 1958, il se retrouve aux côtés de musiciens compositeurs de talent comme Wayne Shorter, Benny Golson ou encore Hank Mobley, et qui sous l'impulsion de Art Blakey l'incitent à proposer ses propres compositions plus souvent. Sur l'album Take Twelve en 1962, la majorité des titres sont ses propres compositions et The Sidewinder est le premier album qu'il compose dans son intégralité.
L'album débute par le morceau éponyme, qui désigne un serpent mais dans l'esprit de Lee Morgan c'est davantage « le mauvais garçon que l'on voit à la télévision ». Le morceau est un long blues (24 mesures pour le chorus). La section rythmique ouvre le morceau et se poursuit aussi au cours des solos comme ceux de Morgan qui sont simples, ceux d'Henderson proposent des mélodies différentes, offrant à l'ensemble une touche particulière.
| N°     | Titre             | Compositeur | Durée |
| ------ | ----------------- | ----------- | ----- |
| Face 1 |                   |             |       |
| 1.     | The Sidewinder    | Lee Morgan  | 10:21 |
| 2.     | Totem Pole        | Lee Morgan  | 10:11 |
| Face 2 |                   |             |       |
| 3.     | Gary's Notebook   | Lee Morgan  | 6:10  |
| 4.     | Boy, What a Night | Lee Morgan  | 7:34  |
| 5.     | Hocus Pocus       | Lee Morgan  | 6:25  |

## Réception
L'album est considéré de grande qualité par le guide musical The Penguin Guide to Jazz qui leur attribue une couronne, leur évaluation maximale. Les auteurs du guide, Richard Cook et Brian Morton qualifient le titre éponyme de « splendide thème en 24 mesures aussi sinueux et piquant que l'animal du titre », le sidewinder désigne le crotale ou le serpent à sonnette en anglais, et ils ajoutent également que « c'était à la fois la meilleure et la pire chose qui puisse arriver à Morgan avant le tragique événement du 19 février 1972 » (son assassinat par sa femme).
Dans le même esprit, Stacia Proefrock commente l'album sur AllMusic et indique à propos du morceau éponyme « qu'il annonce les sons boogaloo et soul jazz avec sa pure influence R&B et sa couleur latine ». L'auteur note également la contribution significative de Joe Henderson sur l'ensemble de l'album, en particulier sur le morceau Totem Pole où « ses solos font apparaître son style singulier, menaçant de voler la vedette à Morgan ».
De 1964 à 1965, Lee Morgan rejoint à nouveau Art Blakey et ses Jazz Messengers. En 1965, l'album connaît un véritable succès commercial, se positionnant à une excellente place au Billboard pour un album de jazz. Le morceau éponyme est aussi utilisé par la marque automobile Chrysler en 1965 sur une bande son publicitaire lors des World Series. Une réussite inattendue pour Blue Note, qui a stimulé son producteur Alfred Lion à poursuivre dans cette direction mais sans véritablement réussir par la suite à égaler ce résultat au hit-parade avec d'autres artistes.